# Bianca Riario
Bianca Riario (mars 1478 – après 1522) est une aristocrate italienne qui vécut aux XVe et XVIe siècles.
Elle est l'aînée et seule fille des enfants que Catherine Sforza, comtesse de Forlì et d'Imola, eut de son premier mari Girolamo Riario,.
Elle se maria deux fois :
- son premier époux fut Astorre III Manfredi, seigneur de Faenza avec qui elle n'eut pas d'enfants ;
- son second mari fut Troilo Ier de Rossi, Marquis de San Secondo, avec qui elle eut huit enfants. Les de Rossi étaient une des familles nobles de Parme.

Bianca était la demi-sœur du célèbre condottiere Jean des Bandes Noires, qu'elle éleva quand leur mère était tenue prisonnière par César Borgia.

## Biographie

### Jeunesse
Bianca est née à Rome, aînée des enfants de Catherine Sforza et de Girolamo Riario.
Ses grands-parents paternels sont Paolo Riario et Bianca della Rovere, sœur du pape Sixte IV. Certains auteurs pensent que le véritable père de Girolamo était en fait son oncle Sixte IV. Ses grands-parents maternels sont Galéas Marie Sforza, duc de Milan, et sa maîtresse Lucrèce Landriani.
Bianca avait cinq frères et deux demi-frères, l'un issu du second mariage de sa mère avec Giacomo Feo, et l'autre, Giovanni issu du troisième mariage de sa mère avec Jean de Médicis, dit il Popolano, qui devint célèbre comme condottiere sous le nom de Jean des Bandes Noires.
Les premières années de Bianca furent marquées par la violence et les trahisons propres aux rivalités des familles des cités-État de la Renaissance. En août 1484, à la suite de la mort de Sixte IV, elle fut entraînée par sa mère Catherine Sforza dans la défense du château Saint-Ange à Rome, puis la suivit à Forlì quand elle capitula et que le siège du château fut terminé.
En avril 1488, peu après son dixième anniversaire, son père est assassiné à Forlì, son corps est jeté sur la place de la ville et le palais dans lequel la famille vivait est mis à sac par la population de Forlì. Elle est alors faite prisonnière, ainsi que sa mère et ses frères, mais est assez rapidement libérée grâce à l'intervention de son grand-oncle Ludovic Sforza. En 1495, elle assista encore à l'assassinat sous ses propres yeux de son beau-père Giacomo Feo au retour d'une partie de chasse.
En 1500, sa mère fut faite prisonnière et maltraitée par César Borgia, le même homme qui avait l'année précédente déposé le premier époux de Bianca, Astorre III Manfredi, et qui le fera assassiner en 1502. Durant l'emprisonnement de sa mère, Bianca trouva d'abord refuge dans un couvent mais le quitta rapidement pour s'occuper de son demi-frère Jean ; c'est alors que le lien profond qui les unit par la suite se forma.

### Mariages
Le premier mariage de Bianca fut avec Astorre III Manfredi en 1494, aucun enfant ne naquit de ce mariage.
Un an après le meurtre d'Astorre en 1502 au château Saint-Ange à l'initiative de César Borgia, Bianca se remaria avec Troilo Ier de Rossi, seigneur de San Secondo, fils de Giovanni Rossi et d'Angela Scotti. Troilo fut fait marquis par Louis XII de France le 15 août 1502, en remerciement de l'aide militaire qu'il lui avait apportée dans sa conquête du duché de Milan.
Après son mariage, Bianca alla vivre au château des Rossi à San Secondo dans la province de Parme, et à la mort de son second mari le 3 juin 1521, elle devint régente du marquisat et du comté de San Secondo pour le compte de son fils mineur Pier Maria. Entourée de nombreux ennemis qui voulait lui prendre ses terres, dont certains parents tels que Bernardo Rossi, évêque de Trévise qui essaya plusieurs fois de reprendre le château des Rossi pour le compte du pape Léon X, elle fut constamment défendue par son demi-frère Jean.
Bianca et son frère entretinrent une amitié durable avec l'écrivain Pierre l'Arétin.
Bianca est probablement morte à Florence à une date postérieure à 1522.

### Descendance
Bianca Riario eut huit enfants de Troilo Ier de Rossi :
- Pier Maria qui devint Pier Maria III de Rossi, marquis et comte de San Secondo, (1504-1547). Il épousa Camilla Gonzaga, fille de Giovanni Gonzaga et de Laura Bentivoglio, le 13 février 1523 ;
- Giovan Girolamo de Rossi de San Secondo (19 mai 1505- 5 avril 1564), qui devint évêque de Pavie et gouverneur de Rome ;
- Ettore de Rossi de San Secondo ;
- Bertrando de Rossi (1508-1527), qui fut tué à la bataille de Valmontone ;
- Guilio Cesare de Rossi, (1519-1554), comte de Cajazzo par son mariage avec Maddalena Sanseverino de Cajazzo en 1539 ;
- Camilla de Rossi, qui épousa Girolamo Pallavicino ;
- Angela de' Rossi (1505- 1573), qui épousa d'abord Vitello Vitelli en 1522 puis Alessandro Vitelli ;
- Costanza de Rossi, qui épousa Girolamo degli Albizi.

## Art
Un médaillon en bronze de Bianca a été réalisé par Niccolò Fiorentino qui la montre de profil. Le médaillon est visible au Musée Archéologique de Bologne.

## Sources
- (en) Cet article est partiellement ou en totalité issu de l’article de Wikipédia en anglais intitulé « Bianca Riario » (voir la liste des auteurs).
- Libro d'Oro della Nobilità Mediterranea